# União Desportiva Oliveirense
União Desportiva Oliveirense, comunemente nota semplicemente come Oliveirense, è una società calcistica portoghese con sede nella città di Oliveira de Azeméis (distretto di Aveiro). Il club fu fondato il 25 ottobre 1922. Il club dal 2010 gioca allo stadio Carlos Osorio, che detiene una capienza di 4000. Come club sportivo ha squadre di molto successo nell'hockey e basket, la sua squadra di hockey su pista ha vinto la Taça de Portugal in tre occasioni, mentre il suo team di basket ha vinto la Supercoppa portoghese e la Coppa portoghese. Nella stagione 2022-2023, milita nella Segunda Liga.
Oliveirense fa parte della Aveiro Football Association, che è l'associazione incaricata delle questioni calcistiche del quartiere di Aveiro. In tutta la sua storia il club ha vinto sette trofei principali, di cui il primo è stato il campionato AF Aveiro nel 1945- 46. Oliveirense sono attualmente sponsorizzati dal produttore di abbigliamento sportivo italiano Macron.

## Storia
Il club fu fondato il 25 ottobre 1922 come União Desportiva Oliveirense. Prima della sua nascita si chiamava Sport Clube Oliveirense che aveva iniziato a giocare nel Campionato di Aveiro.
Dopo la sua costituzione, Oliveirense fu uno dei club fondatori della Aveiro Football Association insieme a Anadia, Beira-Mar, Bustelo, Clube dos Galitos, Espinho, Fogueirese, Ovarense, Paços Brandão, Sanjoanense, SC Oliveirense e Sociedade Recreio Artístico. L'associazione è stata fondata il 22 Settembre 1924.
Il Aveiro Campionato AF, venne vinto dall'Oliveirense una sola volta nella stagione 1945-1946. Durante la stagione 1945-1946, il club ha giocato nella Primeira Liga, dove dopo una sola stagione sono stati retrocessi. Questa è la loro unica presenza nella Primeira Liga. Dopo la retrocessione del club sarebbero andare a giocare nei AF Aveiro First Division, che il club ha vinto in tre diverse occasioni nelle stagioni 1951-52, 1956-57 e 1957-58.
Nel corso dei successi due decenni il club ha giocato nelle leghe distrettuali, terza divisione e seconda divisione. Dal 1989-90 al 2000-01 hanno giocato in seconda divisione prima di guadagnare la promozione in Segunda Liga, prima di essere retrocessi ancora una volta alla seconda divisione in cui avrebbero fatto sei stagioni prima di essere promossi in Segunda Liga nella stagione 2007-08. Nel 2008-09 hanno giocato in Segunda Liga e hanno raggiunto il migliore risultato di sempre in Taça de Portugal nella loro storia nel 2011-12 dove ha raggiunto la semifinale, prima di essere eliminati dai vincitori dell'Académica.

## Cronistoria
| Stagione | Divisione | Posizione | Pl | V  | P  | S  | GF | GS | P  | Coppa      | Campionato        | Notes      |
| -------- | --------- | --------- | -- | -- | -- | -- | -- | -- | -- | ---------- | ----------------- | ---------- |
| 1945–46  | 1D        | 12        | 22 | 3  | 2  | 17 | 22 | 73 | 8  | Round 1    |                   | Retrocesso |
| 1989–90  | 2DS       | 15        | 34 | 11 | 6  | 17 | 37 | 45 | 28 | Round 3    |                   |            |
| 1990–91  | 2DS       | 6         | 38 | 19 | 7  | 12 | 52 | 32 | 45 | Round 4    |                   |            |
| 1991–92  | 2DS       | 9         | 34 | 12 | 11 | 11 | 48 | 46 | 35 | Round 4    |                   |            |
| 1992–93  | 2DS       | 5         | 34 | 14 | 12 | 8  | 60 | 43 | 40 | Round 4    |                   |            |
| 1993–94  | 2DS       | 9         | 34 | 13 | 10 | 11 | 43 | 43 | 36 | Round 2    |                   |            |
| 1994–95  | 2DS       | 9         | 34 | 11 | 11 | 12 | 57 | 38 | 33 | Round 3    |                   |            |
| 1995–96  | 2DS       | 3         | 34 | 19 | 9  | 6  | 49 | 21 | 66 | Round 4    |                   |            |
| 1996–97  | 2DS       | 3         | 34 | 15 | 10 | 9  | 46 | 32 | 55 | Round 2    |                   |            |
| 1997–98  | 2DS       | 6         | 34 | 14 | 11 | 9  | 46 | 36 | 53 | Round 3    |                   |            |
| 1998–99  | 2DS       | 9         | 34 | 12 | 12 | 10 | 48 | 41 | 48 | Round 3    |                   |            |
| 1999–00  | 2DS       | 8         | 38 | 18 | 3  | 17 | 54 | 48 | 57 | Round 2    |                   |            |
| 2000–01  | 2DS       | 1         | 36 | 27 | 4  | 5  | 81 | 27 | 85 | Round 5    |                   | Promosso   |
| 2001–02  | 2H        | 18        | 34 | 6  | 10 | 18 | 31 | 49 | 28 | Round 4    |                   | Retrocesso |
| 2002–03  | 2DS       | 4         | 36 | 17 | 10 | 9  | 55 | 40 | 61 | Round 2    |                   |            |
| 2003–04  | 2DS       | 7         | 38 | 14 | 13 | 11 | 57 | 44 | 55 | Round 3    |                   |            |
| 2004–05  | 2DS       | 13        | 36 | 12 | 12 | 12 | 59 | 45 | 48 | Round 4    |                   |            |
| 2005–06  | 2DS       | 1         | 26 | 17 | 5  | 4  | 52 | 26 | 56 | Round 6    |                   | Playoffs   |
| 2006–07  | 2DS       | 2         | 26 | 12 | 10 | 4  | 37 | 23 | 46 | Round 4    |                   |            |
| 2007–08  | 2DS       | 1         | 34 | 24 | 8  | 2  | 65 | 22 | 80 | Round 5    |                   | Promosso   |
| 2008–09  | 2H        | 14        | 30 | 7  | 11 | 12 | 25 | 33 | 32 | Round 2    | Round 1           |            |
| 2009–10  | 2H        | 5         | 30 | 14 | 7  | 9  | 38 | 27 | 49 | Round 4    | Round 1           |            |
| 2010–11  | 2H        | 4         | 30 | 12 | 9  | 9  | 36 | 35 | 45 | Round 2    | Round 2           |            |
| 2011–12  | 2H        | 7         | 30 | 10 | 9  | 11 | 39 | 38 | 39 | Semi Final | First Group Stage |            |
| 2012–13  | 2H        | 8         | 42 | 16 | 12 | 14 | 52 | 49 | 60 | Round 5    | First Group Stage |            |

Div. = Divisione; 1D = Portuguese League; 2H = Liga de Honra; 2DS = Portuguese Second Division; 3DS = Portuguese Third Division

Pos. = Posizione; Pl = Incontri giocati; V = Vittoria; P = Pareggio; S = Sconfitta; GF = Goal Fatti; GS = Goal Subiti; P = Punti

## Allenatori
- Vieira Nunes (1991-1992)
- Flávio das Neves (2000-2002)
- Hugo Silva (2002)
- Flávio das Neves (2002-2003)
- Carlos Miragaia (2003-2004)
- Adelino Teixeira (2004-2005)
- Pedro Miguel (2005-2012)
- João de Deus (2012-oggi)

## Palmarès

### Competizioni nazionali
- Segunda Divisão: 2

2000-2001, 2007-2008
- Terceira Divisão: 1

1957-1958
- Terceira Liga: 1

2021-2022

### Altri piazzamenti
- Coppa del Portogallo:

Semifinalista: 2011-2012
- Coppa di Lega portoghese:

Semifinalista: 2017-2018
- Campeonato de Portugal:

Secondo posto: 2016-2017

## Organico

### Rosa 2024-2025
Aggiornata al 15 gennaio 2025.
| N. |                          | Ruolo | Calciatore         |
| -- | ------------------------ | ----- | ------------------ |
| 1  | Guinea-Bissau (bandiera) | P     | Rui Dabó           |
| 4  | Brasile (bandiera)       | D     | Iago Reis          |
| 5  | Brasile (bandiera)       | D     | Felipe Alves       |
| 7  | Brasile (bandiera)       | A     | João Paulo Queiroz |
| 8  | Portogallo (bandiera)    | C     | André Santos       |
| 9  | Portogallo (bandiera)    | A     | Miguel Monteiro    |
| 10 | Portogallo (bandiera)    | C     | Duarte Duarte      |
| 12 | Portogallo (bandiera)    | P     | Nuno Macedo        |
| 13 | Guinea-Bissau (bandiera) | D     | Mário Junior       |
| 17 | Giappone (bandiera)      | C     | Kotaro Nagata      |
| 18 | Portogallo (bandiera)    | C     | Vasco Gadelho      |
| 19 | Nigeria (bandiera)       | D     | Kelechi John       |
| 21 | Portogallo (bandiera)    | A     | Jaime Pinto        |
| 22 | Portogallo (bandiera)    | C     | Zé Pedro           |

| N. |                       | Ruolo | Calciatore      |
| -- | --------------------- | ----- | --------------- |
| 25 | Portogallo (bandiera) | D     | Casimiro        |
| 28 | Brasile (bandiera)    | D     | Raniel          |
| 33 | Sudafrica (bandiera)  | A     | Ricardo Schutte |
| 34 | Portogallo (bandiera) | C     | Zé Leite        |
| 37 | Ghana (bandiera)      | C     | Mohammed Lamine |
| 42 | Portogallo (bandiera) | D     | Guilherme       |
| 56 | Portogallo (bandiera) | C     | Schürrle        |
| 70 | Portogallo (bandiera) | A     | Zé Manuel       |
| 74 | Slovenia (bandiera)   | C     | Žan Jevšenak    |
| 75 | Portogallo (bandiera) | D     | Nuno Namora     |
| 79 | Portogallo (bandiera) | C     | João Silva      |
| 99 | Brasile (bandiera)    | P     | Arthur Augusto  |
|    | Giappone (bandiera)   | A     | Randy Obi       |

### Rosa 2023-2024
Aggiornata al 15 gennaio 2024.
| N. |                          | Ruolo | Calciatore         |
| -- | ------------------------ | ----- | ------------------ |
| 1  | Guinea-Bissau (bandiera) | P     | Rui Dabó           |
| 4  | Brasile (bandiera)       | D     | Iago Reis          |
| 5  | Brasile (bandiera)       | D     | Felipe Alves       |
| 7  | Brasile (bandiera)       | A     | João Paulo Queiroz |
| 8  | Portogallo (bandiera)    | C     | André Santos       |
| 9  | Australia (bandiera)     | A     | Anthony Carter     |
| 10 | Portogallo (bandiera)    | C     | Duarte Duarte      |
| 11 | Giappone (bandiera)      | A     | Kazuyoshi Miura    |
| 12 | Portogallo (bandiera)    | P     | Nuno Macedo        |
| 17 | Portogallo (bandiera)    | A     | Brandão            |
| 18 | Portogallo (bandiera)    | C     | Vasco Gadelho      |
| 19 | Nigeria (bandiera)       | D     | Kelechi John       |
| 21 | Portogallo (bandiera)    | A     | Jaime Pinto        |

| N. |                       | Ruolo | Calciatore      |
| -- | --------------------- | ----- | --------------- |
| 22 | Portogallo (bandiera) | C     | Zé Pedro        |
| 25 | Portogallo (bandiera) | D     | Casimiro        |
| 28 | Brasile (bandiera)    | D     | Raniel          |
| 33 | Sudafrica (bandiera)  | A     | Ricardo Schutte |
| 34 | Portogallo (bandiera) | C     | Zé Leite        |
| 37 | Ghana (bandiera)      | C     | Mohammed Lamine |
| 42 | Portogallo (bandiera) | D     | Guilherme       |
| 56 | Portogallo (bandiera) | C     | Schürrle        |
| 72 | Portogallo (bandiera) | D     | Gonçalo Negrão  |
| 75 | Portogallo (bandiera) | D     | Nuno Namora     |
| 99 | Brasile (bandiera)    | P     | Arthur Augusto  |
|    | Giappone (bandiera)   | A     | Randy Obi       |
|    | Giappone (bandiera)   | C     | Kotaro Nagata   |

### Rosa 2022-2023
Aggiornata al 17 ottobre 2022.
| N. |                          | Ruolo | Calciatore      |
| -- | ------------------------ | ----- | --------------- |
| 1  | Guinea-Bissau (bandiera) | P     | Rui Dabó        |
| 2  | Portogallo (bandiera)    | D     | Gonçalo Pimenta |
| 3  | Brasile (bandiera)       | D     | Volnei          |
| 4  | Brasile (bandiera)       | D     | Iago Reis       |
| 5  | Brasile (bandiera)       | D     | Felipe Alves    |
| 7  | Brasile (bandiera)       | A     | Lessinho        |
| 8  | Portogallo (bandiera)    | C     | Pedro Graça     |
| 9  | Portogallo (bandiera)    | A     | Miguel Pereira  |
| 10 | Portogallo (bandiera)    | C     | Duarte Duarte   |
| 11 | Portogallo (bandiera)    | A     | João Marcelo    |
| 13 | Portogallo (bandiera)    | P     | Nuno Silva      |
| 17 | Portogallo (bandiera)    | A     | José Marcelo    |
| 18 | Portogallo (bandiera)    | C     | Vasco Gadelho   |
| 21 | Portogallo (bandiera)    | A     | Jaime Pinto     |
| 23 | Brasile (bandiera)       | C     | Michel          |
| 24 | Portogallo (bandiera)    | D     | Rodrigo Borges  |

| N. |                       | Ruolo | Calciatore      |
| -- | --------------------- | ----- | --------------- |
| 27 | Guinea (bandiera)     | D     | Ibrahima        |
| 28 | Brasile (bandiera)    | D     | Raniel          |
| 29 | Giappone (bandiera)   | A     | Randy Obi       |
| 34 | Portogallo (bandiera) | D     | Pedro Marques   |
| 35 | Portogallo (bandiera) | C     | Serginho        |
| 42 | Portogallo (bandiera) | C     | Vítor Pisco     |
| 43 | Portogallo (bandiera) | C     | Zé Leite        |
| 50 | Ghana (bandiera)      | A     | Mohammed Lamine |
| 68 | Portogallo (bandiera) | D     | Maga            |
| 70 | Portogallo (bandiera) | C     | Zé Pedro        |
| 87 | Portogallo (bandiera) | P     | Ricardo Ribeiro |
| 88 | Brasile (bandiera)    | D     | Kazu            |
| 92 | Nigeria (bandiera)    | C     | Dare Shokumbi   |
| 97 | Brasile (bandiera)    | A     | Jonata          |
|    | Brasile (bandiera)    | C     | Luisinho        |

### Rosa 2021-2022
Aggiornata al 24 marzo 2022.
| N. |                          | Ruolo | Calciatore       |
| -- | ------------------------ | ----- | ---------------- |
| 1  | Portogallo (bandiera)    | P     | Júlio Coelho     |
| 3  | Brasile (bandiera)       | D     | Pedro Kadri      |
| 4  | Portogallo (bandiera)    | D     | Pedro Machado    |
| 5  | Brasile (bandiera)       | D     | Felipe Alves     |
| 6  | Portogallo (bandiera)    | C     | Filipe Gonçalves |
| 7  | Portogallo (bandiera)    | A     | Miguel Lima      |
| 8  | Brasile (bandiera)       | C     | Luisinho         |
| 9  | Brasile (bandiera)       | A     | Pedro Bortoluzo  |
| 10 | Brasile (bandiera)       | C     | Michel Lima      |
| 11 | Nigeria (bandiera)       | A     | Sele Davou       |
| 12 | Guinea-Bissau (bandiera) | P     | Rui Dabó         |
| 14 | Angola (bandiera)        | C     | Wilson Kenidy    |
| 15 | Capo Verde (bandiera)    | D     | Steven Pereira   |
| 17 | Giappone (bandiera)      | A     | Obi              |
| 21 | Portogallo (bandiera)    | A     | Jaime Pinto      |

| N. |                       | Ruolo | Calciatore       |
| -- | --------------------- | ----- | ---------------- |
| 22 | Portogallo (bandiera) | C     | António Oliveira |
| 23 | Ghana (bandiera)      | C     | Mohammed Lamine  |
| 26 | Portogallo (bandiera) | D     | Leandro Silva    |
| 28 | Brasile (bandiera)    | D     | Raniel           |
| 29 | Brasile (bandiera)    | A     | Jorge Luiz       |
| 31 | Portogallo (bandiera) | C     | Pedro Ferreira   |
| 32 | Portogallo (bandiera) | D     | Ricardo Tavares  |
| 54 | Brasile (bandiera)    | A     | Dionathã         |
| 66 | Portogallo (bandiera) | D     | Hugo Oliveira    |
| 70 | Portogallo (bandiera) | A     | Antόnio Gomes    |
| 80 | Giappone (bandiera)   | C     | Kazuya Onohara   |
| 87 | Brasile (bandiera)    | P     | Arthur           |
| 94 | Brasile (bandiera)    | D     | Léo Bahia        |
| 96 | Brasile (bandiera)    | C     | Thalis           |

### Rosa 2020-2021
Aggiornata al 28 marzo 2021.
| N. |                          | Ruolo | Calciatore       |
| -- | ------------------------ | ----- | ---------------- |
| 1  | Portogallo (bandiera)    | P     | Júlio Coelho     |
| 3  | Brasile (bandiera)       | D     | Pedro Kadri      |
| 4  | Portogallo (bandiera)    | D     | Pedro Machado    |
| 5  | Brasile (bandiera)       | D     | Felipe Alves     |
| 6  | Portogallo (bandiera)    | C     | Filipe Gonçalves |
| 7  | Portogallo (bandiera)    | A     | Miguel Lima      |
| 8  | Brasile (bandiera)       | C     | Luisinho         |
| 9  | Brasile (bandiera)       | A     | Pedro Bortoluzo  |
| 10 | Brasile (bandiera)       | C     | Michel Lima      |
| 11 | Nigeria (bandiera)       | A     | Sele Davou       |
| 12 | Guinea-Bissau (bandiera) | P     | Rui Dabó         |
| 14 | Angola (bandiera)        | C     | Wilson Kenidy    |
| 15 | Capo Verde (bandiera)    | D     | Steven Pereira   |
| 17 | Giappone (bandiera)      | A     | Obi              |

| N. |                       | Ruolo | Calciatore       |
| -- | --------------------- | ----- | ---------------- |
| 22 | Portogallo (bandiera) | C     | António Oliveira |
| 23 | Ghana (bandiera)      | C     | Mohammed Lamine  |
| 26 | Portogallo (bandiera) | D     | Leandro Silva    |
| 28 | Brasile (bandiera)    | D     | Raniel           |
| 29 | Brasile (bandiera)    | A     | Jorge Luiz       |
| 31 | Portogallo (bandiera) | C     | Pedro Ferreira   |
| 32 | Portogallo (bandiera) | D     | Ricardo Tavares  |
| 54 | Brasile (bandiera)    | A     | Dionathã         |
| 66 | Portogallo (bandiera) | D     | Hugo Oliveira    |
| 70 | Portogallo (bandiera) | A     | Antόnio Gomes    |
| 80 | Giappone (bandiera)   | C     | Kazuya Onohara   |
| 87 | Brasile (bandiera)    | P     | Arthur           |
| 94 | Brasile (bandiera)    | D     | Léo Bahia        |
| 96 | Brasile (bandiera)    | C     | Thalis           |

### Rosa 2018-2019
| N. |                       | Ruolo | Calciatore       |
| -- | --------------------- | ----- | ---------------- |
| 1  | Portogallo (bandiera) | P     | Júlio Coelho     |
| 2  | Portogallo (bandiera) | D     | Diogo Sousa      |
| 4  | Portogallo (bandiera) | D     | Sérgio Silva     |
| 5  | Portogallo (bandiera) | D     | Ricardo Tavares  |
| 6  | Portogallo (bandiera) | C     | Filipe Gonçalves |
| 7  | Portogallo (bandiera) | C     | Serginho         |
| 8  | Portogallo (bandiera) | D     | Diogo Clemente   |
| 9  | Brasile (bandiera)    | A     | Agdon            |
| 10 | Portogallo (bandiera) | C     | Sérgio Ribeiro   |
| 11 | Brasile (bandiera)    | D     | Alemao           |
| 13 | Capo Verde (bandiera) | D     | Félix Mathaus    |
| 17 | Portogallo (bandiera) | C     | Ença Fati        |
| 18 | Portogallo (bandiera) | C     | Miguel Silva     |

| N. |                       | Ruolo | Calciatore        |
| -- | --------------------- | ----- | ----------------- |
| 19 | Algeria (bandiera)    | A     | Mehdi Boukassi    |
| 20 | Marocco (bandiera)    | A     | Mohamed Bouldini  |
| 21 | Colombia (bandiera)   | A     | Érick Moreno      |
| 22 | Portogallo (bandiera) | C     | António Oliveira  |
| 27 | Portogallo (bandiera) | C     | Diogo Valente     |
| 33 | Portogallo (bandiera) | P     | Gonçalo Gonçalves |
| 34 | Brasile (bandiera)    | D     | Wellington        |
| 41 | Angola (bandiera)     | P     | Kadù              |
| 45 | Portogallo (bandiera) | C     | Manuel Godinho    |
| 70 | Brasile (bandiera)    | C     | Paraiba           |
| 94 | Brasile (bandiera)    | A     | Alef Manga        |
| 98 | Brasile (bandiera)    | A     | Matheus Serafim   |

### Rosa 2017-2018
| N. |                       | Ruolo | Calciatore       |
| -- | --------------------- | ----- | ---------------- |
| 1  | Portogallo (bandiera) | P     | Júlio Coelho     |
| 3  | Portogallo (bandiera) | D     | Xandão           |
| 4  | Portogallo (bandiera) | D     | Sérgio Silva     |
| 5  | Portogallo (bandiera) | D     | Ricardo Tavares  |
| 6  | Portogallo (bandiera) | C     | Filipe Gonçalves |
| 7  | Portogallo (bandiera) | A     | Rafa Fonseca     |
| 8  | Portogallo (bandiera) | C     | Clayton          |
| 9  | Colombia (bandiera)   | A     | Brayan Riascos   |
| 10 | Portogallo (bandiera) | C     | Zé Sousa         |
| 11 | Brasile (bandiera)    | D     | Alemao           |
| 12 | Portogallo (bandiera) | C     | Sérgio Ribeiro   |
| 13 | Capo Verde (bandiera) | D     | Félix Mathaus    |
| 15 | Portogallo (bandiera) | C     | João Amorim      |

| N. |                       | Ruolo | Calciatore        |
| -- | --------------------- | ----- | ----------------- |
| 16 | Capo Verde (bandiera) | C     | Kevin Pina        |
| 17 | Portogallo (bandiera) | C     | Bruno Amorim      |
| 19 | Algeria (bandiera)    | A     | Mehdi Boukassi    |
| 22 | Portogallo (bandiera) | C     | António Oliveira  |
| 23 | Portogallo (bandiera) | C     | Serginho          |
| 27 | Portogallo (bandiera) | C     | Diogo Valente     |
| 30 | Portogallo (bandiera) | A     | Cláudio Silva     |
| 33 | Portogallo (bandiera) | P     | Gonçalo Gonçalves |
| 40 | Colombia (bandiera)   | A     | Fabián Cuero      |
| 41 | Angola (bandiera)     | P     | Kadù              |
| 45 | Portogallo (bandiera) | C     | Manuel Godinho    |
| 70 | Portogallo (bandiera) | D     | Raúl              |
| 77 | Portogallo (bandiera) | C     | Gabi              |

### Rosa 2016-2017
| N. |                       | Ruolo | Calciatore      |
| -- | --------------------- | ----- | --------------- |
| 1  | Portogallo (bandiera) | P     | Raphael Mello   |
| 3  | Portogallo (bandiera) | D     | Leozão          |
| 4  | Portogallo (bandiera) | D     | Sérgio Silva    |
| 5  | Portogallo (bandiera) | D     | Ricardo Tavares |
| 6  | Portogallo (bandiera) | D     | Diogo Silva     |
| 7  | Portogallo (bandiera) | A     | Rafa Fonseca    |
| 10 | Portogallo (bandiera) | C     | Zé Sousa        |
| 11 | Brasile (bandiera)    | D     | Alemao          |
| 13 | Capo Verde (bandiera) | C     | Kiki Ballack    |
| 14 | Portogallo (bandiera) | A     | Fabio Novo      |
| 15 | Portogallo (bandiera) | C     | João Amorim     |
| 17 | Portogallo (bandiera) | C     | Bruno Amorim    |
| 18 | Portogallo (bandiera) | C     | Zé Pedro        |

| N. |                          | Ruolo | Calciatore      |
| -- | ------------------------ | ----- | --------------- |
| 20 | Portogallo (bandiera)    | C     | Clayton         |
| 23 | Portogallo (bandiera)    | C     | Serginho        |
| 24 | Brasile (bandiera)       | P     | Filipe Ferreira |
| 25 | Capo Verde (bandiera)    | A     | Edivândio       |
| 40 | Colombia (bandiera)      | A     | Fabián Cuero    |
| 45 | Portogallo (bandiera)    | C     | Manuel Godinho  |
| 70 | Portogallo (bandiera)    | D     | Raúl            |
| 77 | Portogallo (bandiera)    | C     | Gabi            |
|    | Guinea-Bissau (bandiera) | C     | Bata            |
|    | Portogallo (bandiera)    | D     | Ricardo Fazenda |
|    | Portogallo (bandiera)    | C     | João Mendes     |
|    | Portogallo (bandiera)    | A     | Diogo Fonseca   |

### Rosa 2015-2016
| N. |                          | Ruolo | Calciatore       |
| -- | ------------------------ | ----- | ---------------- |
| 1  | Portogallo (bandiera)    | P     | Hélder Godinho   |
| 2  | Portogallo (bandiera)    | D     | Ricardo Fazenda  |
| 3  | Portogallo (bandiera)    | D     | Serginho         |
| 4  | Portogallo (bandiera)    | D     | Sérgio Silva     |
| 5  | Portogallo (bandiera)    | A     | Marocas          |
| 6  | Portogallo (bandiera)    | C     | Moedas           |
| 8  | Portogallo (bandiera)    | C     | Babo             |
| 9  | Portogallo (bandiera)    | C     | Carlitos         |
| 10 | Guinea-Bissau (bandiera) | A     | Ansumane Faty    |
| 13 | Brasile (bandiera)       | D     | Nick             |
| 14 | Brasile (bandiera)       | C     | Renan            |
| 15 | Francia (bandiera)       | D     | Stéphane Madeira |
| 17 | Portogallo (bandiera)    | A     | Pedro Oliveira   |
| 18 | Portogallo (bandiera)    | C     | Zé Pedro         |

| N. |                           | Ruolo | Calciatore        |
| -- | ------------------------- | ----- | ----------------- |
| 19 | Costa d'Avorio (bandiera) | C     | Serge Brou        |
| 20 | Portogallo (bandiera)     | A     | Mário Mendonça    |
| 21 | Portogallo (bandiera)     | C     | Ricardo Guimarães |
| 23 | Portogallo (bandiera)     | D     | Carlos Batista    |
| 24 | Brasile (bandiera)        | P     | Raphael de Mello  |
| 25 | Brasile (bandiera)        | A     | Rodrigo Thompson  |
| 40 | Capo Verde (bandiera)     | C     | Edson Baessa      |
| 45 | Portogallo (bandiera)     | C     | Manuel Godinho    |
| 46 | Portogallo (bandiera)     | D     | Luís Martins      |
| 70 | Portogallo (bandiera)     | A     | Rafa              |
| 73 | Portogallo (bandiera)     | P     | João Pinho        |
| 77 | Portogallo (bandiera)     | D     | Bruno Sousa       |
|    | Brasile (bandiera)        | C     | Léo Gama          |

### Rosa 2014-2015
| N. |                       | Ruolo | Calciatore      |
| -- | --------------------- | ----- | --------------- |
| 1  | Portogallo (bandiera) | P     | Hélder Godinho  |
| 2  | Portogallo (bandiera) | D     | Ricardo Fazenda |
| 3  | Portogallo (bandiera) | D     | Ângelo Meneses  |
| 4  | Portogallo (bandiera) | D     | Sérgio Silva    |
| 6  | Portogallo (bandiera) | D     | Bruno Simão     |
| 7  | Portogallo (bandiera) | C     | Carela          |
| 8  | Portogallo (bandiera) | C     | Walter Patrick  |
| 9  | Portogallo (bandiera) | A     | Carlitos        |
| 10 | Portogallo (bandiera) | C     | José Sousa      |
| 11 | Portogallo (bandiera) | A     | Tiago Silva     |
| 12 | Mauritius (bandiera)  | C     | Jonathan Bru    |
| 13 | Capo Verde (bandiera) | A     | Moreira         |
| 14 | Brasile (bandiera)    | C     | Renan           |

| N. |                       | Ruolo | Calciatore        |
| -- | --------------------- | ----- | ----------------- |
| 15 | Senegal (bandiera)    | A     | Kalidou Yéro      |
| 17 | Portogallo (bandiera) | A     | Pedro Oliveira    |
| 18 | Portogallo (bandiera) | C     | Zé Pedro          |
| 19 | Portogallo (bandiera) | C     | João Almeida      |
| 20 | Portogallo (bandiera) | A     | Mário Mendonça    |
| 21 | Portogallo (bandiera) | C     | Ricardo Guimarães |
| 23 | Portogallo (bandiera) | C     | Rui Lima          |
| 40 | Portogallo (bandiera) | A     | Nené Leal         |
| 45 | Portogallo (bandiera) | C     | Manuel Godinho    |
| 46 | Portogallo (bandiera) | D     | Luís Martins      |
| 70 | Portogallo (bandiera) | A     | Rafa              |
| 73 | Portogallo (bandiera) | P     | João Pinho        |
| 77 | Portogallo (bandiera) | A     | Ivan Santos       |

### Rosa 2013-2014
| N. |                       | Ruolo | Calciatore      |
| -- | --------------------- | ----- | --------------- |
| 1  | Portogallo (bandiera) | P     | João Pinho      |
| 3  | Portogallo (bandiera) | D     | Ricardo Fazenda |
| 4  | Portogallo (bandiera) | D     | Sérgio Silva    |
| 5  | Portogallo (bandiera) | D     | Paulinho        |
| 6  | Portogallo (bandiera) | A     | Guima           |
| 7  | Portogallo (bandiera) | C     | Capela          |
| 8  | Portogallo (bandiera) | C     | Godinho         |
| 9  | Portogallo (bandiera) | A     | Carlitos        |
| 10 | Portogallo (bandiera) | C     | José Sousa      |
| 11 | Portogallo (bandiera) | A     | Hélder Silva    |
| 13 | Portogallo (bandiera) | A     | Pedro Oliveira  |
| 14 | Brasile (bandiera)    | C     | Renan           |
| 15 | Portogallo (bandiera) | D     | Ângelo Meneses  |
| 16 | Senegal (bandiera)    | P     | Mamadou Ba      |

| N. |                          | Ruolo | Calciatore        |
| -- | ------------------------ | ----- | ----------------- |
| 17 | Capo Verde (bandiera)    | A     | Ely               |
| 18 | Capo Verde (bandiera)    | C     | Laurindo          |
| 19 | Portogallo (bandiera)    | C     | João Almeida      |
| 20 | Portogallo (bandiera)    | D     | Laranjeira        |
| 21 | Portogallo (bandiera)    | C     | Ricardo Guimarães |
| 23 | Portogallo (bandiera)    | C     | Rui Lima          |
| 24 | Portogallo (bandiera)    | P     | Fábio Oliveira    |
| 28 | Guinea-Bissau (bandiera) | A     | Kalidou Yéro      |
| 32 | Guinea-Bissau (bandiera) | D     | Saido Indjai      |
| 37 | Portogallo (bandiera)    | D     | Diogo Resende     |
| 40 | Portogallo (bandiera)    | D     | Califo            |
| 45 | Portogallo (bandiera)    | C     | Nuno Sousa        |
| 77 | Portogallo (bandiera)    | D     | Steven            |